# فلاديسلاف كولاش
فلاديسلاف كولاش (بالأوكرانية: Кулач Владислав Ігорович)‏ (7 مايو 1993 بدونيتسك في أوكرانيا - ) هو لاعب كرة قدم أوكراني في مركز الهجوم. شارك مع منتخب أوكرانيا تحت 17 سنة لكرة القدم ومنتخب أوكرانيا تحت 18 سنة لكرة القدم ومنتخب أوكرانيا تحت 19 سنة لكرة القدم ومنتخب أوكرانيا تحت 21 سنة لكرة القدم. أما مع النوادي، فقد لعب مع إسكيشهرسبور وميتالوره زابورجيا ونادي شاختار دونيتسك وFC Shakhtar-3 Donetsk ‏ وFC Stal Kamianske ‏ ونادي إيليتشيفيتس ماريوبول.

## روابط خارجية
- فلاديسلاف كولاش على موقع الاتحاد الأوربي (الإنجليزية)
- فلاديسلاف كولاش على موقع اتحاد تركيا (لاعب) (الإنجليزية)
- فلاديسلاف كولاش على موقع اتحاد أوكرانيا (الإنجليزية)
- فلاديسلاف كولاش على موقع قاعدة بيانات كرة القدم.إي يو (الإنجليزية)
- فلاديسلاف كولاش على موقع Soccerway.com (الإنجليزية)
- فلاديسلاف كولاش على موقع عالم كرة القدم.نت (الإنجليزية)
- فلاديسلاف كولاش على موقع AS.com (الإسبانية)